# كرايغ روس (لاعب كرة قدم)
كرايغ روس (بالإنجليزية: Craig Ross)‏ هو لاعب كرة قدم بريطاني في مركز حراسة المرمى، ولد في 29 يناير 1990 في والتون أون تيمز ‏ في المملكة المتحدة. لعب مع ماكليسفيلد تاون ونادي بارنت ونادي ريدنغ.

## وصلات خارجية
- كرايغ روس على موقع قاعدة بيانات كرة القدم.إي يو (الإنجليزية)
- كرايغ روس على موقع Soccerway.com (الإنجليزية)